# Азосочетание
Азосочета́ние — химическая реакция, в ходе которой к ароматическому диазосоединению присоединяется другое соединение, называемое азосоставляющим, содержащее способный к замещению атом водорода, либо в некоторых случаях, другие атомы или группы, в результате чего происходит образование азосоединения. Реакция азосочетания открыта в 1864 году Петером Гриссом и служит основным промышленным путём для получения азокрасителей.

## Описание
Диазосоединение при вступлении в реакцию азосочетания находится в форме катиона диазония. Сама реакция имеет две ступени, из которых медленной является первая — присоединение катиона к азосоставляющей. Вторая стадия — отщепление протона, которую можно ускорить при помощи введения в реакционную массу акцепторов протонов, в роли которых используют карбонатные и ацетатные группы. Пример реакции азосочетания — получение 4-гидроксиазобензола:
Реакцию азосочетания обычно проводят при температуре от 0 до 25 °C, повышая её при необходимости до 40—50 °C в случаях малоактивных диазосоединений, так как при этом последние разрушаются с выделением азота.